# Seznam slovenských hráčů v NHL v sezóně 1980/1981
Seznam slovenských hráčů v NHL v sezóně 1980/1981 uvádí slovenské hokejisty, kteří v této sezóně hráli za některý tým v kanadsko-americké NHL.

| Tým              | Věk | Hráč          | Post | Počet zápasů ZČ | Branky ZČ | Asistence ZČ | Body ZČ | Počet zápasů v play off | Branky v play off | Asistence v play off | Body v play off |
| ---------------- | --- | ------------- | ---- | --------------- | --------- | ------------ | ------- | ----------------------- | ----------------- | -------------------- | --------------- |
| Quebec Nordiques | 24  | Peter Šťastný | F    | 77              | 39        | 70           | 109     | 5                       | 2                 | 8                    | 10              |
| Quebec Nordiques | 21  | Anton Šťastný | F    | 80              | 39        | 46           | 85      | 5                       | 4                 | 3                    | 7               |

- F = Útočník